# AirMac
AirMac（エアマック、日本市場以外ではAirPort）は、Appleが提供していたIEEE 802.11方式による無線LANシステムである。
Appleは1999年に世界的に「AirPort」の名称で発売したが、日本では関西電機によりすでに「AirPort」の名称が商標登録されていたことから、日本では「AirMac」の名称で発売された。なお関西電機との提携により、アイ・オー・データ機器が「AirPort」というブランド名で、無線LAN製品を販売している。
2018年4月26日にAppleはAirMacシリーズの製造終了と在庫限りでの販売終了を発表した。

## 概略
1999年7月に発表されたAirMacは無線LANの標準規格であるIEEE 802.11bに基づいており、他のIEEE 802.11b装置と互換性があるとしてWi-Fi AllianceによるWi-Fiの認定を受けた。2003年1月にはIEEE 802.11g仕様に基づく製品ファミリーとしてAirMac Extremeが発表され、54Mbpsへのスピードアップおよび古いIEEE 802.11b互換のAirMac製品との相互運用性が提供された。2004年6月にはAirMac Expressモバイルベースステーションが発表され、より小型で安価でありながらAirMac Extremeと同様のIEEE 802.11g仕様に準拠し 、iTunesとの運用で家庭内のオーディオ機器に無線でストリーミング送信する機能が提供されていた。2007年1月にはIEEE 802.11nドラフトに基づいた AirMac Extremeが発表され、最大270MbpsへのスピードアップおよびUSB機器の共有機能、従来のAirMac製品との相互運用性が提供されている。AirMac製品の一般的な用法は、プロトコル（802.11b および 802.11g、802.11nドラフト）と拡張カードおよびベースステーションを参照のこと。
AirMacカードおよびAirMac ExtremeカードはMacにのみ利用可能。しかしすべてのAirMacベースステーションおよびカードは、Wi-Fiの認定を受けたサードパーティーのベースステーションおよびワイヤレスカードと互換性がある（それらがIEEE 802.11bまたはIEEE 802.11g、IEEE 802.11nドラフトに適合している限り）。この相互接続性により、新旧のMacおよびWindows、そしてLinuxシステムにさえもサービスする何種類かのAirMacベースステーションからなるワイヤレスネットワークも珍しくない。ただし、AirMacベースステーションは設定に「AirMacユーティリティ」を必要とするため、使用したいAirMacベースステーションをサポートするAirMacユーティリティに対応するシステムが最低1台は必要である。例えば、AirMac Extreme (ME918J/A) の設定は、2014年4月時点ではiOS 6以降又はMac OS X v10.7.5以降のシステムが必要となる。
なお、AirMacカードと AirMac Extremeカードは物理的に互換性がない。

## 歴史
AirMacはニューヨークで開催されたMacworld Expoにおいて1999年7月21日に初登場した。最初に提供されたのはAirMacベースステーションに加え、Appleの新型のiBookノートブック向けオプションの拡張カードが含まれた。AirMacカードは、PowerBook、eMac、iMac、およびPower Macを含むすべてのApple製パーソナルコンピュータにオプションとしてその後追加された（Xserveにはラックマウント型サーバという性格上AirMacカードオプションがない）。初代のAirMacシステムは40ビット暗号化にしか対応しないが、最大11Mbpsの転送レートが可能であり、複数のコンピュータの間でインターネットアクセスの共有とファイル共有を行うためによく使われた。AirMacカード M7600J/C以降は128ビット暗号化に対応した。
2003年1月7日、AppleはIEEE 802.11g仕様に基づくAirMac Extremeを発表した。AirMac Extremeは最大54Mbpsのデータ転送が可能で、45メートル範囲まで使え、競合相手となるIEEE 802.11aとは違い既存のIEEE 802.11bワイヤレスネットワークカードおよびベースステーションと完全に下位互換性がある。PowerBook、iBookおよびiMacを含むいくつかのApple製コンピュータは、AirMac Extremeカード標準装備で出荷された。AirMac Extreme発表後のMacは内蔵モデルを除き、AirMac Extremeカードのための拡張スロットを備えている。
初代のAirMacカードは2004年6月で生産中止となった。
2004年6月7日、AppleはIEEE 802.11g仕様に基づくAirMac Expressを発表した。AirMac ExpressはAirMac Extremeと同等の最大54Mbpsのデータ転送が可能でありながら、手のひらに収まるサイズと低価格化を両立しモバイルベースステーションと形容して発表された。また、デジタルとアナログの複合オーディオ端子を内蔵しており、家庭内のオーディオ機器等に接続し、iTunesと連携して無線でストリーミング送信する機能が追加されている。
2007年1月9日、AppleはIEEE 802.11nドラフト仕様に基づくAirMac Extremeを発表した。この新型AirMac Extremeベースステーションは最大270Mbpsのデータ転送が可能（5GHzでの通信時のみ。2.4GHzでは最大130Mbps）となり、USBインタフェースを備え、プリンターやハードディスクドライブなどのUSB機器を共有する機能が追加されている。
2010年以降、Appleが販売しているすべてのMacがWi-Fiに標準対応（2009年以前のMac ProはAirMac Extremeカードを標準装備こそしていないものの、BTOにより装着可能だった）。
2016年11月21日、ブルームバーグはAppleの無線ルーター製品開発チームが解散したと報道した。

## ベースステーション

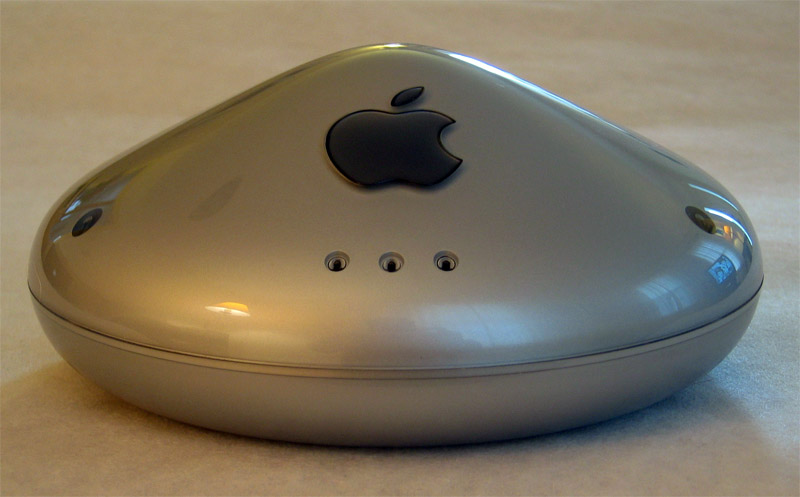
初代 (グラファイト) AirMac Base Station

ベースステーションとは、AirMacを利用可能なコンピュータをインターネット、あるいは他のAirMac利用可能なコンピュータ、あるいは有線LAN、あるいはその他の装置へ接続するために使われる、いわゆるアクセスポイントの、AirMac シリーズ製品における通称である。2018年4月27日、全製品の在庫限りでの販売終了が発表された。

### AirMac
グラファイトとして知られる初代AirMacベースステーションは、モデムポートおよびイーサネットポートを1つ備えている。これはルーセント製WaveLan PC Cardをベースにしており、組み込み型486プロセッサが使われていた。1999年7月21日に発売された。
デュアル・イーサネットまたはスノーとして知られる第二世代モデルは2001年11月13日に発表された。これは2つ目のイーサネットポートが追加され、有線および無線クライアントの両方と有線ネットワーク接続を共有することを可能にした。このモデルはモトローラのPowerPC860プロセッサが組み込まれていた。

### AirMac Extreme

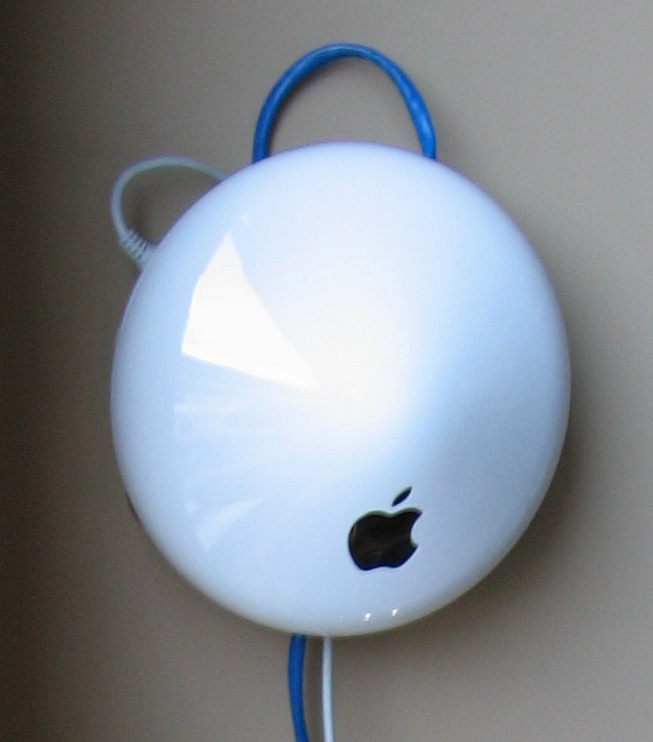
AirMac Extreme

AirMacベースステーションは、2003年1月8日の、AirMac Extremeベースステーションの発表後に生産が中止された。最高54Mbps にスピードアップされたワイヤレス接続の提供に加え、外部アンテナ・ポートおよびプリンター共有用のUSBポートが追加された。
アンテナポートは信号ブーストアンテナの追加を可能にし、USBポートはUSBプリンターの共有を可能にした。接続されたプリンターはBonjourの"Zero configuration"技術とIPPを通じ、ネットワーク上のすべての有線あるいは無線クライアントが利用できるようにされる。モデムおよび外部アンテナポートのない第2モデルが短期間提供されていたが、これは後述するAirMac Expressの登場後、生産中止された。
2004年4月19日、第3モデルが公開された。これはPower over Ethernet (PoE) をサポートし、つり天井の上のエリアのようなエア・ハンドリング・スペースでの安全な利用のための規格 UL2043（プレナム定格）に従っている。3つのモデルすべてが、Wireless Distribution System (WDS) 標準規格に対応する。
2007年1月9日、AirMac Extreme 802.11n (第 1 世代) MA073J/Aが発表された。筐体デザインが一新され、Mac miniと類似した形状の薄く四角いデザインとなり、LAN内向け有線LANポートが3ポート化された。ワイヤレス接続に関してはIEEE802.11n規格ドラフトに対応したことにより最大270Mbpsのデータ転送が可能となった（但し、2007年当初は国内法規により帯域幅は仕様上可能な上限の半分に制限されていた）。また、従来の AirMac製品との相互接続も可能である。その他、市販のUSB接続のハードディスクの共有機能も新たに取り入れられた。
なおMacのうち、IEEE 802.11n規格に対応するのはCPUにIntel Core 2 Duoプロセッサを採用する製品（iMacの最下位モデルを除く）とAirMac ExtremeカードのあるMac Proに限られる。また、初期の製品については別途802.11n Enablerが必要となる。802.11n Enablerはベースステーションに同梱されるほか、Appleから1.99ドル（日本では250円）で提供される。
2007年8月7日、AirMac Extreme 802.11n (第 2 世代) MB053J/Aが発表された。有線LANポートがギガビット・イーサネット化された。
2008年3月20日、Firmware 7.3.1とTime Machine Updateにより、IEEE 802.11n対応機種が一見Time Machineへ対応したかに見えるが、実際には問題があり、サポート外の利用となる。これまで同様に公式には対応していない。
2009年3月3日リリースのAirMac Extreme 802.11n (第 3 世代) MB763J/Aでは、無線通信は2.4GHz帯と5GHz帯の双方の同時稼働が可能となった。
2009年10月20日リリースのAirMac Extreme 802.11n (第 4 世代) MC340J/Aでは、アンテナデザインの改良によりデータ転送速度が上がり通信範囲が広がった。
2011年6月21日、AirMac Extreme 802.11n (第 5 世代) MD031J/Aがリリースされた。チャンネルボンディングとMIMOの双方を利用することで最大450Mbpsのデータ転送が可能となった。2023年7月現在、Firmware 7.8.1（2019年6月20日リリース）が最終となっている。
2013年6月11日、筐体を縦型に刷新したAirMac Extreme 802.11ac ME918J/Aがリリースされた。IEEE 802.11acに対応し、チャンネルボンディングと3x3 MIMO、ビームフォーミングアンテナを利用することで最大1.3Gbpsのデータ転送が可能となった。SoCには、ARM Cortex 9を採用したブロードコムのBCM53019が利用されている。2021年6月現在、Firmware 7.9.1（2019年5月30日リリース）が最終となっている。

### AirMac Express

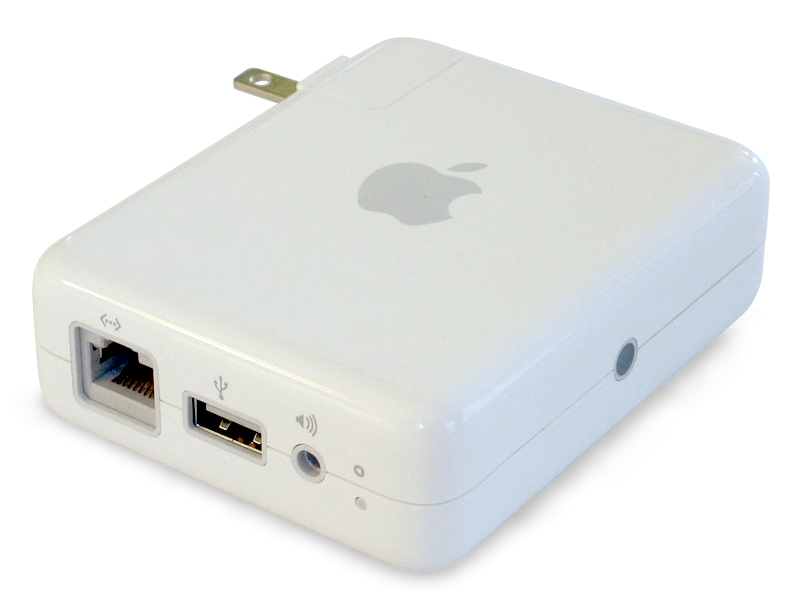
AirMac Express ベースステーション

AirMac Expressは2004年6月7日にAppleより発表された。AirMac Extremeをシンプルかつコンパクトにしたベースステーションであるが、AirMac Extremeベースステーションに取って代わるものではない。
AirMac ExpressはWDSブリッジングの利用によって既存のAirMac Extremeネットワークの範囲を拡張するためにしばしば用いられる ()。
AirMac Expressの主要なプロセッサはBroadcom社製BCM4712KFBワイヤレス・ネットワーキング・チップセットである。これは200MHz MIPS プロセッサが組み込まれている。オーディオはテキサス・インスツルメンツ社製PCM2705 デジタル/アナログ・コンバータによって処理されている。
最大の特徴として、AirTunes(後のAirPlay ストリーミング)と呼ばれる新機能を持ち、アナログ/光オーディオ・ミニジャック出力、プリンター共有用のUSBポート、1個のイーサネットポートを内蔵する。
AirTunesは、iTunesに登録された音楽データの再生時に、AirMac Expressに接続されたスピーカーへ音楽を無線にてストリーミングで配信する。また、iPhoneやiPad、iPod touchのAirPlayストリーミングにも対応しており、AirMac Expressと同じネットワーク内であれば、端末から音声を再生することも可能。
さらに、Macの機器セットによる有線LAN接続でのストリーミング配信やMacとの同時再生も可能であり、この同時再生機能と有線LAN接続を逆手に取ることで、iTunesをインストールしたMacまたはPCから音声出力した際に音質が向上する触媒作用の機能を持つ。
USBポートは主にプリンターとの接続であるが、他の使い方はKeyspan製USB接続型赤外線リモコンを使用してAirTunesを制御する事である。外付けHDDとの接続には対応していない
イーサネットポートはルーターとの接続で、無線LANの親機にも子機にもすることが出来る。100BASE-T規格で、いわゆるギガビット・イーサネットには対応していない。
2008年3月17日、IEEE 802.11nドラフト2.0に対応したAirMac Expressが発表された。
2012年6月12日、IEEE 802.11nデュアルバンドに同時に対応するAirMac Express 802.11n (第 2 世代) が発表された。デザインがApple TVとほぼ同じ形となり、電源は付属するメガネ型ケーブルを使う。また、イーサネットポートは新たにWANポートとLANポートの2個に増えたが、ギガビット・イーサネットには非対応である。AirMac Expressには"ワイヤレスネットワークを拡張"または"ワイヤレスネットワークに接続"の接続方法が選択できるが、後者の方はAirPlayやプリンターの共有は利用できるものの、無線LANの拡張や背面のLANポートは利用できない。AirMacシリーズの中で唯一AirPlay 2に対応しており、1台の再生端末から複数のAirPlay 2端末で音楽をストリーミング再生をすることが可能である。2023年7月現在、Firmware 7.8.1（2019年6月20日リリース）が最終となっている。

## セキュリティ
AirMacおよびAirMac Extremeは、盗聴（あるいは「傍受」「漏洩」）およびネットワークの不正アクセスを防ぐためのセキュリティ技術に対応する。
AirMacベースステーションの初代製品ファミリーは他のWi-Fi製品と同様に40ビットまたは128ビットのWired Equivalent Privacy (WEP) を用いている。AirMac Extremeベースステーション・カードおよび AirMac Expressベースステーションも互換性の観点からWEPを使用することもできる。
AirMac Extremeベースステーション・カードおよびAirMac ExpressではWi-Fi Protected Access(WPA) もサポートしていたが、2005年7月14日からはWPA2の使用が可能となり、また推奨されている。AirMacカードも当初はWEPのみのサポートであったが、2006年からはWPA2が追加サポートされている。